# (79978) 1999 CC158
(79978) 1999 CC158 ist ein großes transneptunisches Objekt, das bahndynamisch als resonantes Kuipergürtel-Objekt (5:12–Resonanz) oder als Scattered Disk Object (SDO) eingestuft wird. Aufgrund seiner Größe gehört der Asteroid zu den Zwergplanetenkandidaten.

## Entdeckung
1999 CC158 wurde am 15. Februar 1999 von einem Astronomenteam, bestehend aus Dave Jewitt, Chad Trujillo, Jane Luu und Scott Sheppard, mit dem 3,6-m-CFHT-Teleskop am Mauna-Kea-Observatorium (Hawaii) entdeckt. Die Entdeckung wurde am 3. Juli 2000 bekanntgegeben, der Planetoid erhielt später von der IAU die Kleinplaneten-Nummer 79978.
Der Beobachtungsbogen des Planetoiden beginnt mit der offiziellen Entdeckungsbeobachtung am 15. Februar 1999. Seither wurde der Planetoid durch verschiedene erdbasierte Teleskope beobachtet. Im April 2017 lagen insgesamt 31 Beobachtungen über einen Zeitraum von 17 Jahren vor. Die bisher letzte Beobachtung wurde im April 2015 am Kitt-Peak-Observatorium (Arizona) durchgeführt. (Stand 29. März 2019)

## Eigenschaften

### Umlaufbahn
1999 CC158 umkreist die Sonne in 393,74 Jahren auf einer stark elliptischen Umlaufbahn zwischen 39,09 AE und 68,34 AE Abstand zu deren Zentrum. Die Bahnexzentrizität beträgt 0,272, die Bahn ist 18,77° gegenüber der Ekliptik geneigt. Derzeit ist der Planetoid 39,09 AE von der Sonne entfernt. Das Perihel durchlief er das letzte Mal 1968, der nächste Periheldurchlauf dürfte also im Jahre 2362 erfolgen.
Marc Buie (DES) klassifiziert den Planetoiden als RKBO (5:12-Resonanz mit Neptun), während das Minor Planet Center ihn als SDO einordnet; letzteres ordnet ihn auch allgemein als «Distant Object» ein.

### Größe
Derzeit wird von einem Durchmesser von 302 km ausgegangen, basierend auf einem Rückstrahlvermögen von 8 % und einer absoluten Helligkeit von 6,0 m. Ausgehend von diesem Durchmesser ergibt sich eine Gesamtoberfläche von etwa 287.000 km². Die scheinbare Helligkeit von 1999 CC158 beträgt 22,45 m.
Da es denkbar ist, dass sich 1999 CC158 aufgrund seiner Größe im hydrostatischen Gleichgewicht befindet und somit weitgehend rund sein könnte, erfüllt er möglicherweise die Kriterien für eine Einstufung als Zwergplanet. Mike Brown geht davon aus, dass es sich bei 1999 CC158 um vielleicht einen Zwergplaneten handelt.
| Jahr                                         | Abmessungen km | Quelle   |
| -------------------------------------------- | -------------- | -------- |
| 2018                                         | 321,0          | Johnston |
| 2018                                         | 302,0          | Brown    |
| Die präziseste Bestimmung ist fett markiert. |                |          |